# Чернильный флаг
Чернильный флаг (ивр. דגל הדיו‎) — символ победы Армии обороны Израиля в Эйлате во время арабо-израильской войны 1947—1949 годов.
5 марта 1949 года началась операция «Увда». 10 марта вооружённые силы Израиля продвинулись к городу Умм-Рашраш и заняли его без битвы. В операции участвовали бригада Негев и бригада Голани, которые подняли флаг Израиля, нарисованный чернилами, и провозгласили Эйлат израильской территорией.
Флаг по виду напоминает флаг Израиля, отличие заключается в том, что звезда Давида на нём была закрашена.

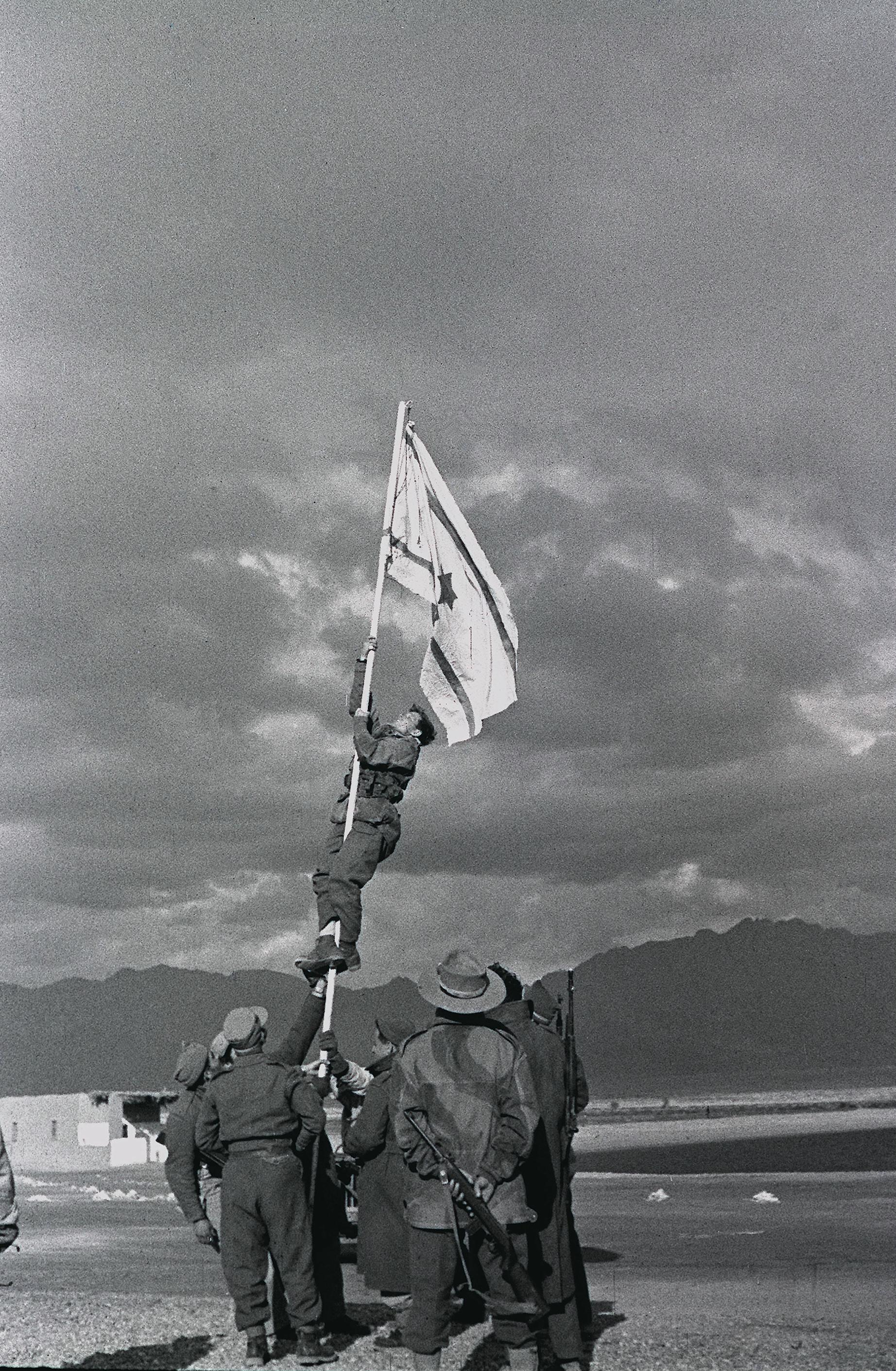
Авраам Адан водружает чернильный флаг
Чернильный флаг.
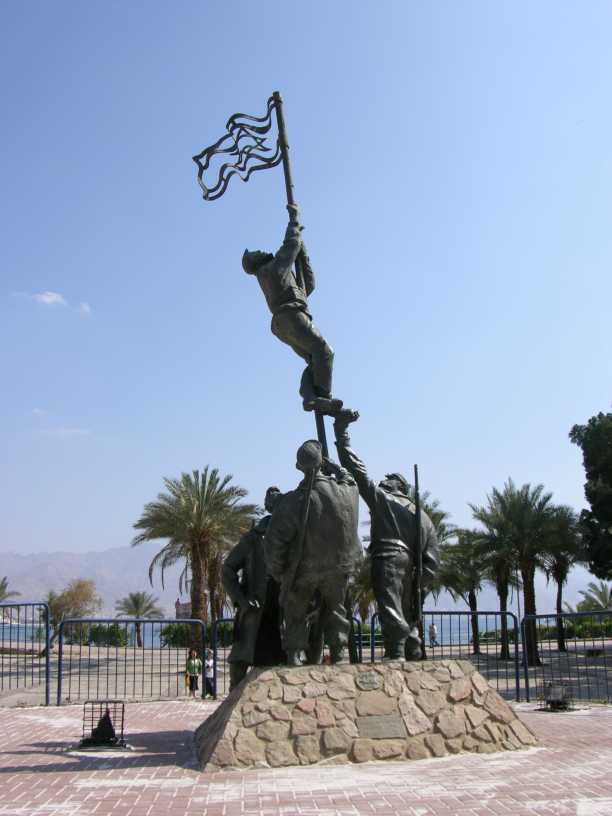
Памятник на месте поднятия чернильного флага.
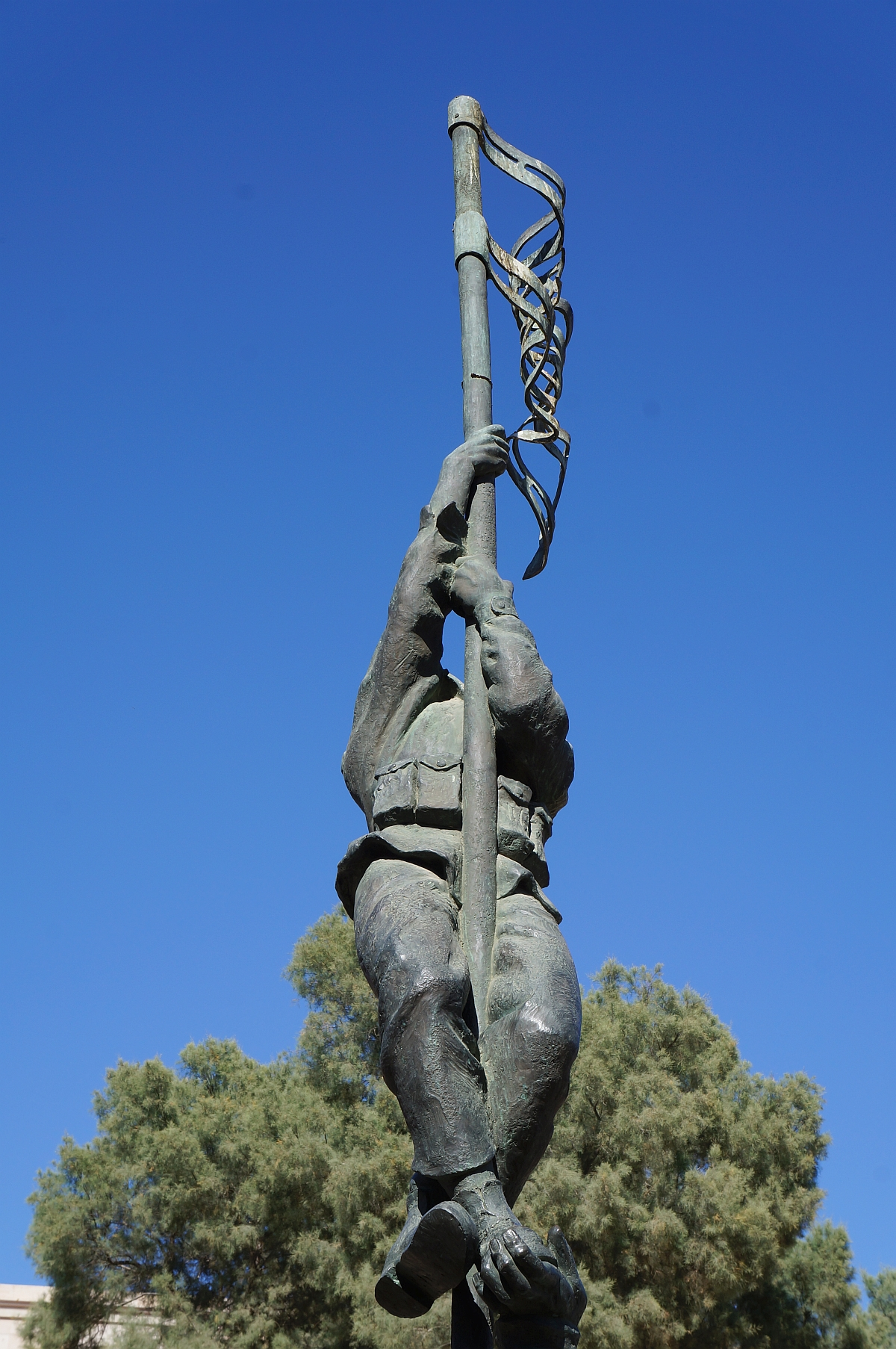
Приближенный кадр